# Боузек, Владимир
Владимир Боузек (чеш. Vladimír Bouzek; 3 декабря 1920, Тршебич — 31 июля 2006, Тршебич) — знаменитый чехословацкий хоккеист и тренер. Нападающий, выступавший за национальную сборную Чехословакии. Чемпион мира и Европы, серебряный призёр зимних Олимпийских игр в Санкт-Морице. Член Зала славы ИИХФ (с 2007 года), член Зала славы чешского хоккея (c 4 ноября 2008 года). Заслуженный мастер спорта Чехословакии.

## Биография
Владимир Боузек родился 3 декабря 1920 года в Тршебиче.
Начал карьеру хоккеиста в 1936 году, в команде «Горацка Славия Тршебич», за которую играл на протяжении 12 лет. Также выступал за «Витковице» (помог клубу в 1952 году в качестве играющего тренера завоевать первый в истории титул чемпионов Чехословакии) и «Руду Гвезду Брно», в которой завершил игровую карьеру в 1955 году.
С 1947 по 1949 год Боузек выступал за национальную сборную Чехословакии по хоккею. В 1948 году он стал серебряным призёром зимних Олимпийских играх в Санкт-Морице. В 1947 и 1949 годах выигрывал чемпионат мира и Европы. Единственный игрок сборной 1940-х годов не из Праги.
Боузек в составе чехословацкой сборной должен был защищать выигранный чемпионский титул на чемпионате мира 1950 года в Великобритании, однако после решения правительства практически в последний момент не принимать в нём участия (причиной этого явился отказ в британской визе репортёрам чехословацкого радио) большая часть членов сборной была арестована прямо в ресторане, где они собрались обсудить это событие и, по утверждению следствия вели антиправительственные разговоры и выкрикивали антикоммунистические лозунги.
Владимир Боузек, который не был в ресторане в тот день, 13 марта 1950 года, оказался одним из единственных хоккеистов, избежавших тюремного заключения (во многом по той причине, что он не выступал за команду «ЛТЦ Прага»). После того, как в результате сфабрикованного судебного процесса, 12 лучших чехословацких хоккеистов получили длительные тюремные сроки, коммунистические власти предложили Боузеку стать капитаном новой чехословацкой сборной, но он принял мужественное решение отказаться от этого предложения.
Уже в последние годы игровой карьеры Боузек был играющим тренером, его тренерская карьера продолжалась 40 лет (с 1949 по 1989 год). В качестве тренера он добился огромных успехов: 10 раз выигрывал золотые медали чехословацкой лиги с командой из Брно, был главным тренером сборной Чехословакии на 4-х чемпионатах мира и Олимпийских играх 1956 года, помимо Чехословакии тренировал в Германии. Завершил тренерскую карьеру в 1989 году, в родном клубе «Горацка Славия Тршебич».
Помимо хоккея Боузек играл в футбол. Выступал за футбольные команды «Баник Острава», «Витковице», «Славия Братислава».
Умер 31 июля 2006 года в родном городе Тршебич, в возрасте 85 лет.
Является членом Зала славы ИИХФ (с 2007 года) и членом Зала славы чешского хоккея (c 4 ноября 2008 года).

## Достижения

### Игрок
- 2-кратный чемпион мира (1947 и 1949)
- 3-кратный чемпион Европы (1947—1949)
- Серебряный призёр Олимпийских игр (1948)
- Чемпион Чехословакии (1952)

### Тренер
- 10-кратный чемпион Чехословакии (1955—1958, 1961—1966)
- 2-кратный чемпион Германии (1968 и 1969)
- Победитель Кубка Шпенглера (1955)
- Обладатель Кубка европейских чемпионов (1966)
- 2-кратный серебряный призёр чемпионатов мира (1965 и 1966)
- Бронзовый призёр чемпионата мира (1955)

## Статистика
- Чемпионат Чехословакии — 79 игр, 91 шайба
- Сборная Чехословакии — 20 игры, 17 шайб[4]
- Всего за карьеру — 99 игр, 108 шайб